# Чемпионат СНГ по вольной борьбе
Чемпионат СНГ по вольной борьбе — соревнование борцов вольного стиля из стран СНГ, проведённое 27—30 июня 1992 года в Москве. Этот турнир был одним из этапов отбора в Объединённую команду, которая представляла страны СНГ на Олимпийских играх в Барселоне.

## Медалисты[1]
| Категория | Золото                         | Серебро                 | Бронза                     |
| До 48 кг  | Намик Абдуллаев Азербайджан    | Василий Гоголев Россия  | Виктор Ефтени Украина      |
| До 52 кг  | Владимир Тогузов Россия        | Норайр Геворкян Армения | Маулен Мамыров Казахстан   |
| До 57 кг  | Сергей Смаль Белоруссия        | Гасан Гасанов Россия    | Багаутдин Умаханов Россия  |
| До 62 кг  | Магомед Азизов Россия          | Олег Гоголь Белоруссия  | Шамиль Магомедов Грузия    |
| До 68 кг  | Заза Зозиров Грузия            | Вадим Богиев Россия     | Рамиль Атаулин Узбекистан  |
| До 74 кг  | Магомедсалам Гаджиев Россия    | Насыр Гаджиханов Россия | Адлан Вараев Россия        |
| До 82 кг  | Эльмади Жабраилов Россия       | Рустем Келехсаев Россия | Александр Савко Белоруссия |
| До 90 кг  | Шамиль Абдурахманов Белоруссия | Виталий Гизоев Россия   | Сослан Фраев Россия        |
| До 100 кг | Андрей Головко Россия          | Дауд Магомедов Россия   | Сергей Ковалевский Россия  |
| До 130 кг | Давид Гобеджишвили Грузия      | Мераб Валиев Россия     | Геннадий Жильцов Россия    |